# NAFO
NAFO (англ. North Atlantic Fella Organization — «північноатлантична організація чуваків») — це віртуальна спільнота, інтернет-мем та онлайн-феномен, метою якого є протидія російській пропаганді та дезінформації під час російського вторгнення в Україну в 2022 році.
Основним заняттям учасників спільноти є публікація проукраїнських мемів, тролінг російської пропаганди (зокрема, вотебаутизм) та шитпостинг у коментарях проросійських акаунтів в соцмережах. Що характерно, вони не намагаються сперечатись із російськими фейками чи спростовувати їх, а лише знущаються з них, вдаючись до абсурду та іронії. Також вони збирають кошти для українських військових.
Учасники спільноти називають себе fella (мн. fellas), що перекладається як «чувак» або «друган» та ставлять на аватари картинки з характерною собакою породи шіба-іну.

## Історія
Собаки породи шіба-іну є дуже популярними в мемах ще принаймні з 2010 року. Існують багато варіацій з різними собаками, наприклад, Doge та Cheems. Сама ж відредагована світлина собаки-прототипа «fella» з'явилась 2018 року як «Slav Cheebs», початково була одягнена в спортивний костюм та була іронічним образом східних європейців.
Мем був створений у травні 2022 року 27-річним поляком на ім'я Каміль Дишевський (пол. Kamil Dyszewski; більш відомий за нікнеймом @Kama_Kamilia у твіттері), який почав додавати модифіковані зображення собаки шіба-іну до фотографій з України. Через деякий час цей він почав створювати «fellas» на замовлення для інших користувачів онлайн платформи, хто жертвував гроші Грузинському національному легіону.
Одним із перших успіхів мема став коментар під дописом російського дипломата Михайла Ульянова в червні. Дипломат вказав, що причиною вторгнення нібито є обстріл Україною цивільних на Донбасі. Один з учасників NAFO написав: «Ми вирішили бомбити всіх українських цивільних, бо частину українських цивільних бомбили», на що Ульянов відповів: «Ви сказали цю нісенітницю. Не я». Це стало одним зі слоганів спільноти.
Також відомим став лозунг «Що робить протиповітряна оборона?» (англ. What air defence doing?), що висміював невдачі російських засобів ППО при різноманітних ударах, зокрема, по «Саках». Він набув популярності після того, як 18 серпня 2022 року республіканець, член Палати представників США, Адам Кінзінгер, відповів таким чином на твіт з переліком вибухів на контрольованих Росією територіях.
Коли в червні 2023 року на одному з пляжів Єгипту акула вбила 23-річного громадянина РФ з Архангельської області, який не мав безпосереднього відношення до війни в Україні, NAFO створили серію мемів про це, а саму акулу назвали «працівником місяця». Після цього організацію почали звинувачувати в тому, що вона відхилилася від своєї первісної спрямованості протидії російській пропаганді і тепер просто займається дегуманізацією росіян в інтернеті.
8 липня 2023 року, напередодні саміту НАТО, у Вільнюсі відбувся самміт NAFO, учасників якого вітали голова МЗС Литви Ґабріелюс Ландсберґіс та прем'єр-міністерка Естонії Кая Каллас.

## Fellas
Відповідно до Yorkshire Bylines, «fellas» є гендерно нейтральними та можуть бути чоловіками, жінками або небінарними. Колишні військові, а також східноєвропейці та східноєвропейська діаспора значною мірою представлені серед членів NAFO. Серед членів цього колективу багато культур і національностей, послідовників різних політичних ідеологій.

## Відомі згадки
- 10 липня 2022 до руху долучився Тоомас Ільвес, експрезидент Естонії[19][20].
- 2 серпня 2022 публічно долучився до руху республіканець, член Палати представників, Адам Кінзінґер, хоча брав участь і раніше[15][21].
- 14 серпня 2022 під час візиту до України міністр закордонних справ Литви Ґабріелюс Ландсберґіс носив футболку з NAFO. Тоді він також та назвав своїми «fellas» Дмитра Кулебу та Саймона Ковні, міністрів закордонних справ України та Ірландії відповідно[9][22].
- 28 серпня 2022 Міністерство оборони України у своєму твіттері подякувало NAFO за протидію російській дезінформації. А вже 30 серпня 2022 року Міністр оборони України Олексій Резніков символічно долучився до «феллас», змінивши свою аватарку на малюнок шіба-іну з HIMARS у руці[4][23].
- 25 вересня 2022 долучилась прем'єр-міністерка Естонії Кая Каллас[24][25].
- За інформацією WSJ, один із посадовців НАТО заперечив зв'язок між двома організаціями, але сказав, що вони мають спільну мету — підтримувати Україну та протистояти російській дезінформації[9].
- В різний час долучились до поширення мемів NAFO також: генерал-майор армії США Патрік Донагоу[en][10], військовий пілот Джек Маккейн (син Джона Маккейна)[10][26], відставний офіцер армії США Марк Гертлінг[10] і багато інших.

## Критика
З критикою NAFO виступили соратники Олексія Навального — голова ФБК Марія Певчих та Леонід Волков. Вони критикували NAFO за дегуманізацію росіян. У відповідь NAFO заявило про те, що продовжуватиме подібну діяльність, незважаючи на критику.
У серпні 2022 року журнал The Economist зауважив, що «легковажність НАФО затьмарює його роль як надзвичайно успішної форми інформаційної війни».